# Хотенбах
Хотенбах (њем. Hottenbach) општина је у њемачкој савезној држави Рајна-Палатинат. Једно је од 96 општинских средишта округа Биркенфелд. Према процјени из 2010. у општини је живјело 630 становника. Посједује регионалну шифру (AGS) 7134044.

## Географски и демографски подаци
Хотенбах се налази у савезној држави Рајна-Палатинат у округу Биркенфелд. Општина се налази на надморској висини од 432 метра. Површина општине износи 11,2 km². У самом мјесту је, према процјени из 2010. године, живјело 630 становника. Просјечна густина становништва износи 56 становника/km².